# اسلین (خواننده رپ)
اسلین (انگلیسی: Slaine؛ زادهٔ ۲۷ سپتامبر ۱۹۷۷) خواننده رپ و بازیگر اهل ایالات متحده آمریکا است.
از فیلم‌ها یا برنامه‌های تلویزیونی که وی در آن نقش داشته‌است می‌توان به کشتار با لطافت، رفته عزیزم رفته، شهر، جنون، ویلمن و اطلاعات مرکزی اشاره کرد.